# Oleg Velyky
Oleg Velyky (14. oktober 1977 i Brovary – 23. januar 2010 i Kyiv) var en tysk håndboldspiller af ukrainsk oprindelse der senest spillede for den tyske Bundesligaklub HSV Hamburg. Velyky fik tysk statsborgerskab 1. april 2004.

## Klubhold
- ZTR Zaporizjzja (-2001]
- TUSEM Essen (2001-2005)
- Rhein-Neckar Löwen (2005-2008)
- HSV Hamburg (2008-2010)

## Landshold
Velyky nåede inden sit statsborgerskabs-skifte at spille 59 kampe på det ukrainske landshold. Han debuterede på det tyske landshold i 2005, og har indtil spillet 33 landskampe og scoret over 100 mål for tyskerne. Han var blandt andet med til at vinde VM-guld i 2007 dog uden at spille. I 2000 blev han topscorer ved EM.  

## Død
Han fik diagnosen hudkræft i 2003. Han blev erklæret rask efter behandling, men blev syg igen i 2008. Han døde i januar 2010 i Kiev.